# 마왕인 내가 노예 엘프를 신부로 삼았는데 어떻게 사랑하면 되지?
《마왕인 내가 노예 엘프를 신부로 삼았는데 어떻게 사랑하면 되지?》(일본어: 魔王の俺が奴隷エルフを嫁にしたんだが、どう愛でればいい?)는 테시마 후미노리가 글을 쓰고 COMTA가 그림을 그린 일본의 라이트 노벨 시리즈이다. 라이트노벨 제1권은 2017년 2월 하비 재팬에서 HJ문고 출판사로 출판되었다. 2023년 8월 기준 17권이 출판되었다. 이타가키 하코의 삽화가 포함된 만화 각색은 2018년 2월부터 하비 재팬의 코믹 파이어 웹사이트를 통해 연재되었다. 라이트 노벨과 만화 모두 북미에서 J-Novel Club에 의해 라이선스를 받았다. 브레인즈 베이스가 제작한 애니메이션 TV 시리즈는 2024년 4월 5일에서 6월 21일까지 방영했다.

## 줄거리
지하 경매에서 대악마 자간(Zagan)은 엘프 노예 네펠리아(Nephelia)를 만나 첫눈에 반해 그녀를 구입하기 위해 전 재산을 쏟는다. 두 사람이 자간의 성에서 동거를 시작하면서 자간과 네피의 관계는 발전하여 함께 평화롭고 행복한 삶을 추구하면서 새로운 친구를 만나고 강력한 적과 맞서게 된다.

## 같이 보기
- 터무니없는 스킬로 이세계 방랑 밥